# Uroderma
Uroderma (Peters, 1866) è un genere di pipistrelli della famiglia dei Fillostomidi.

## Descrizione

### Dimensioni
Al genere Uroderma appartengono pipistrelli di piccole dimensioni, con lunghezza della testa e del corpo tra 54 e 74 mm, la lunghezza dell'avambraccio tra 39 e 45 mm e un peso fino a 21 g.

### Caratteristiche craniche e dentarie
Il cranio presenta un rostro corto ma elevato. Gli incisivi superiori sono bifidi, mentre i denti masticatori hanno la disposizione delle cuspidi caratteristica a W.
Sono caratterizzati dalla seguente formula dentaria:

### Aspetto
Le parti dorsali variano dal marrone al bruno-grigiastro, con la base dei peli sempre più chiara e una sottile striscia dorsale biancastra, talvolta poco distinta, mentre le parti ventrali sono bruno-grigiastre. Il muso è relativamente lungo e largo, la foglia nasale è composta da una porzione anteriore a ferro di cavallo, separata dal labbro superiore e con una protuberanza su ogni lato, mentre la porzione posteriore è lanceolata. Due strisce bianche sono presenti su ogni lato del viso, la prima si estende dall'angolo esterno della foglia nasale fino a dietro l'orecchio, mentre la seconda parte dell'angolo posteriore della bocca e termina alla base del padiglione auricolare. Le orecchie sono triangolari con l'estremità arrotondata e ben separate, i margini sono spesso chiari. Il trago è piccolo ed appuntito. Le ali sono attaccate posteriormente sui metatarsi. È privo di coda, mentre l'uropatagio è ridotto ad una membrana lungo la parte interna degli arti inferiori, con il margine libero a forma di U e in una specie ricoperto di peli fino all'altezza delle ginocchia. Il calcar è corto.

## Distribuzione
Il genere è diffuso in America Centrale e meridionale.

## Tassonomia
Il genere comprende 3 specie.
- Uroderma bakeri
- Uroderma bilobatum
- Uroderma magnirostrum